# プロット図

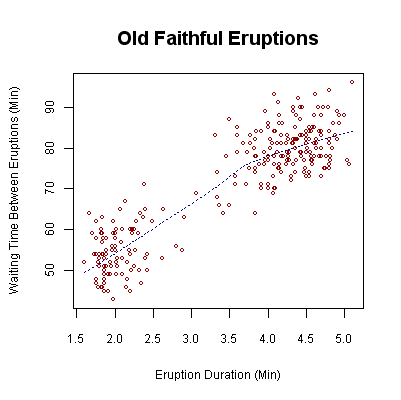
オールド・フェイスフル・ガイザーの噴出散布図

プロット図（プロットず）とは、データ集合の描画手法の一種であり、大抵は2種類以上の変数の関係をグラフで表す目的で使われる。データを示す点は手書き又は作図装置などにより描かれる。変数の関連性は値の集合のみでは理解し難いため、グラフを用いることで理解を速め、関数内における未知の変数を導き易くする。グラフ関数は数学、科学、工学、金融、テクノロジーなどの分野で活用されている。

## 概要
プロット図は統計やデータ解析において重要であり、概して作成の手順としては定量化と図式化に分類される。
統計学的手法により導かれた数値や表結果により、定量化が行われる。
以下は定量手法の例、
- 仮説検証
- 回帰分析
- 信頼区間
- 線形回帰

これらを含む各種手法は重要であり、古典派的分析の主流であった。他にも多くの手法が有り、以下に例示する。
- 散布図

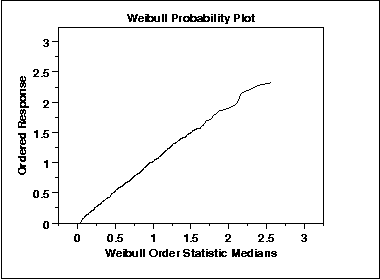
確率プロット
- ヒストグラム
- 箱ひげ図
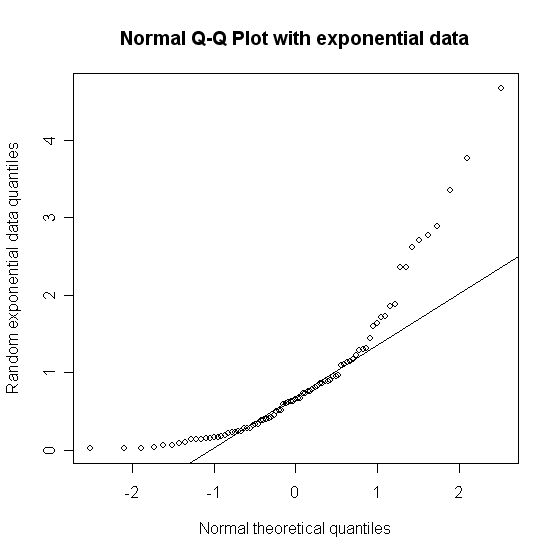
残差プロット
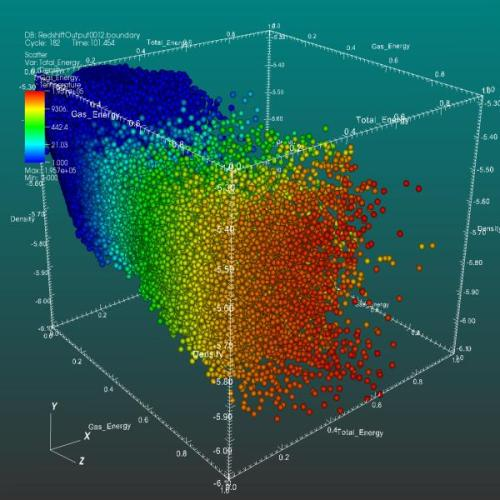
散布図
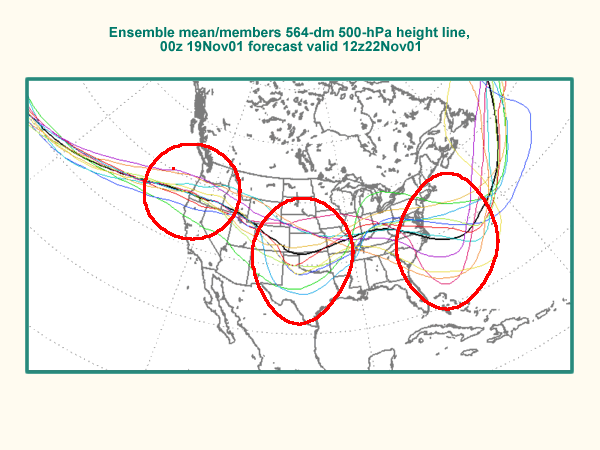
スパゲティプロット

プロット図のような図式化はデータ集合結果から仮説の推定、モデル選択及び検証、推定量選択などを導き易くする近道である。

## プロット図の一覧

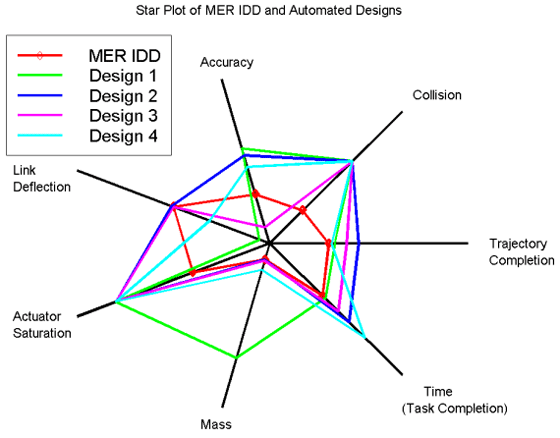
レーダーチャート
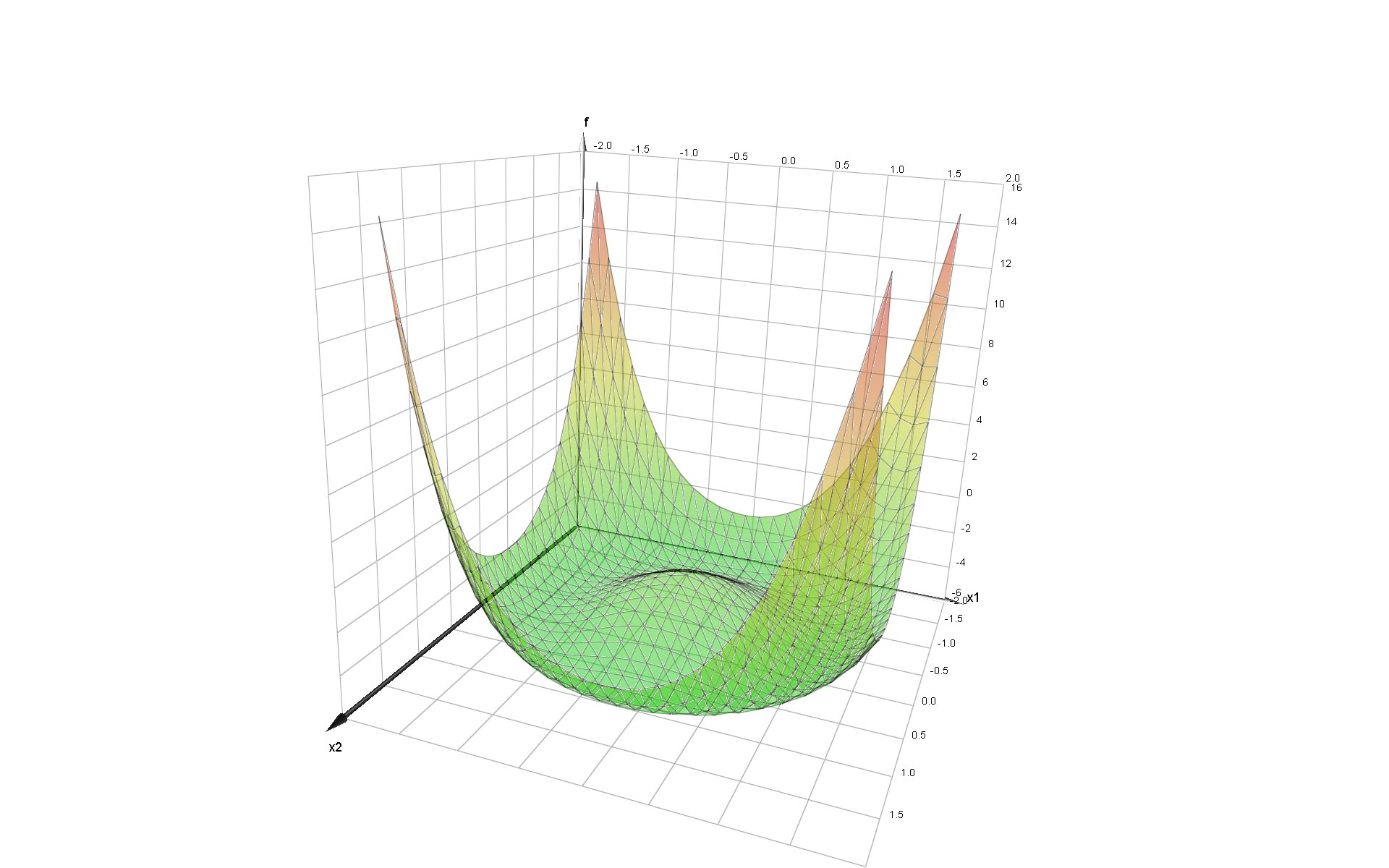
サーフェイスプロット

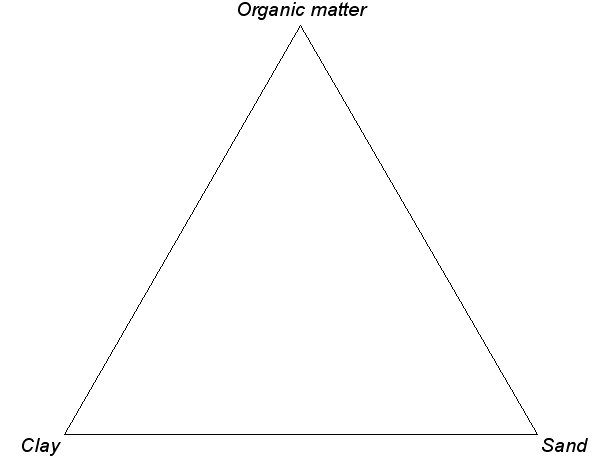
三角ダイアグラム
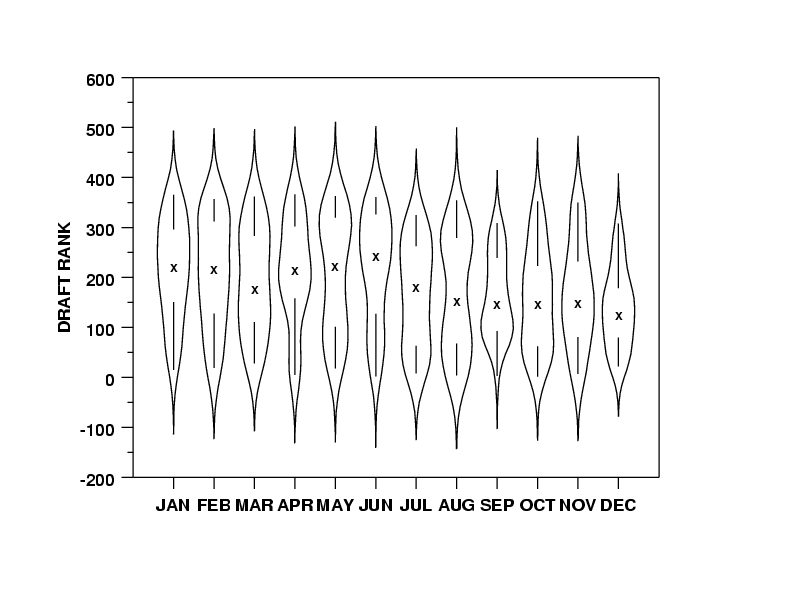
バイオリンプロット

アレニウスプロット：温度の変化による化学反応を求める際に使われる。詳しくはアレニウスの式を参照。
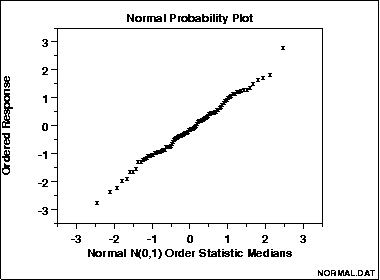
バイプロット
ナイキスト線図

- 差分値プロット
- 箱ひげ図
- ボード線図
- 等値線
- ダリッツプロット図

アレニウスプロット
バイプロット
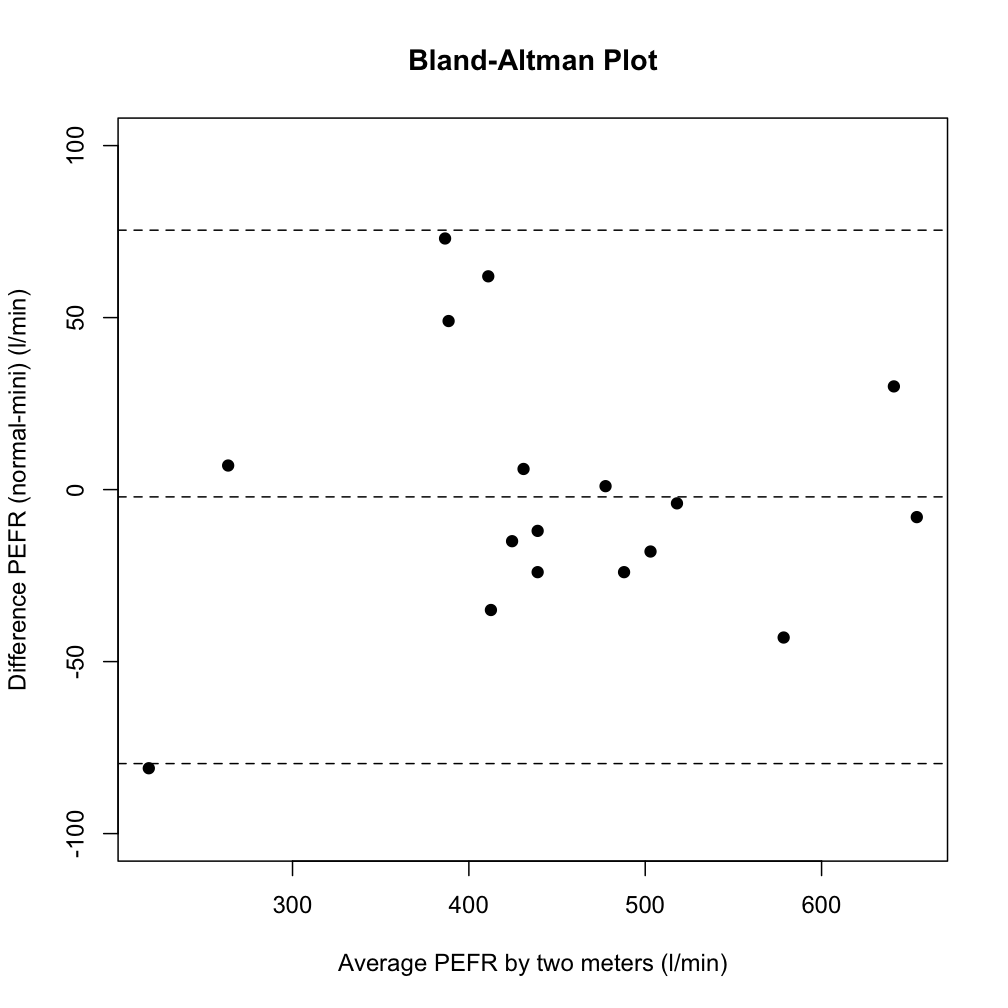
差分値プロット
箱ひげ図
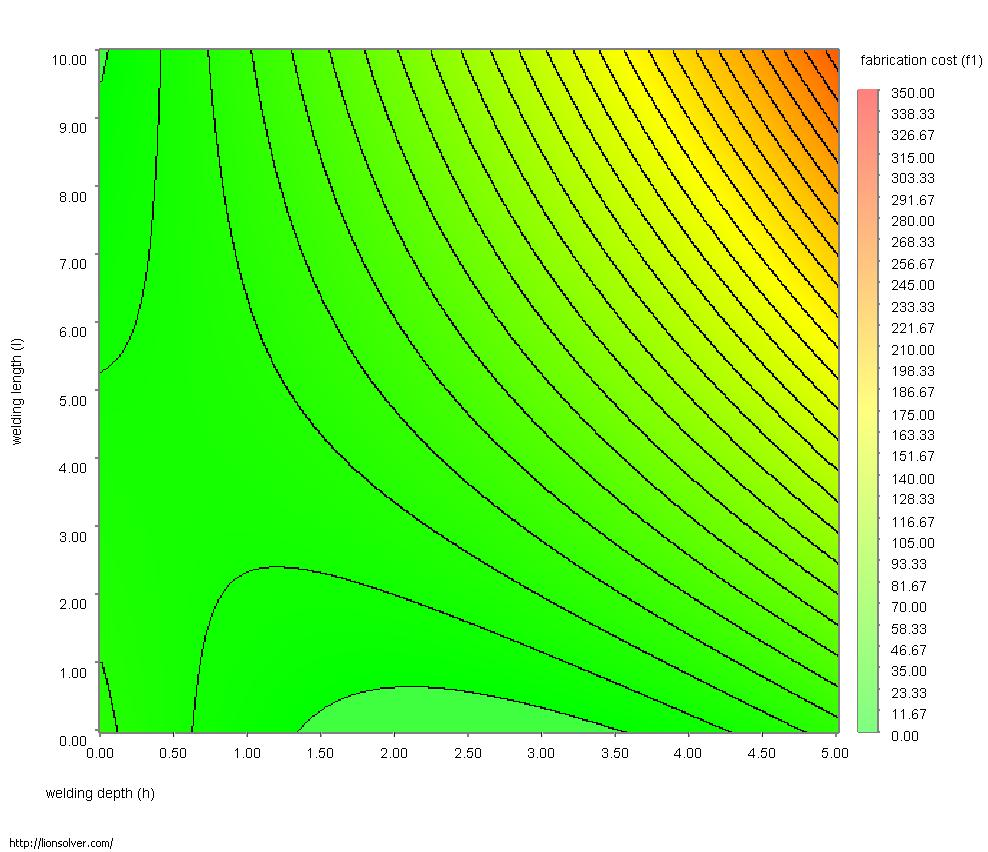
等値線

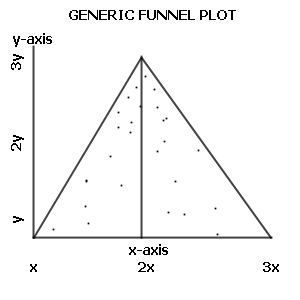
ファンネルプロット
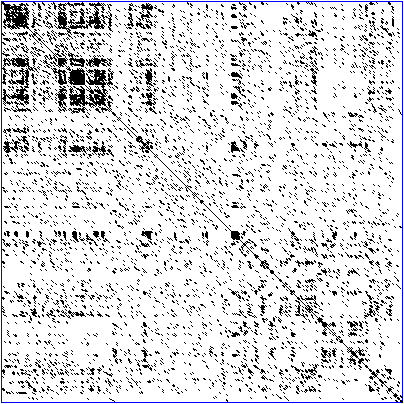
ドットプロット_(バイオインフォマティクス)
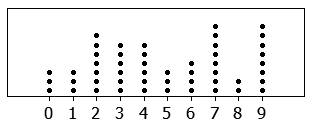
ドットプロット
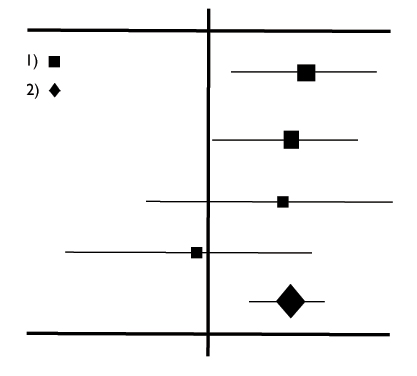
フォレストプロット

- ファンネルプロット
- ドットプロット_(バイオインフォマティクス)
- ドットプロット
- フォレストプロット

- ラジアルプロット
- ヒートマップ
- 二重逆数プロット
- ニコルズプロット
- 正規確率プロット
- ナイキスト線図

- ニコルズプロット
- 正規確率プロット
- ナイキスト線図

- 偏回帰プロット
- 偏残差プロット
- 確率プロット
- 分位数プロット
- リカレンスプロット
- 散布図
- シュムプロット
- スパゲティプロット

- 確率プロット
- 分位数プロット
- 散布図
- スパゲティプロット

- 幹葉図
- レーダーチャート
- サーフェイスプロット

- レーダーチャート
- サーフェイスプロット

- 三角ダイアグラム
- ベクトル場プロット
- バイオリンプロット

- 三角ダイアグラム
- バイオリンプロット